# Parmotrema lobulascens
Parmotrema lobulascens är en lavart som först beskrevs av J. Steiner, och fick sitt nu gällande namn av Hale. Parmotrema lobulascens ingår i släktet Parmotrema och familjen Parmeliaceae.   Inga underarter finns listade i Catalogue of Life.